# Kymmersjön
Kymmersjön är en sjö i Säters kommun i Dalarna och ingår i Dalälvens huvudavrinningsområde. Sjön har en area på 0,0578 kvadratkilometer och ligger 219,2 meter över havet.

## Delavrinningsområde
Kymmersjön ingår i det delavrinningsområde (668720-147600) som SMHI kallar för Inloppet i Lilla Ulvsjön. Medelhöjden är 213 meter över havet och ytan är 2,03 kvadratkilometer. Räknas de 26 avrinningsområdena uppströms in blir den ackumulerade arean 163,11 kvadratkilometer. Tunaån (Flokån) som avvattnar avrinningsområdet har biflödesordning 2, vilket innebär att vattnet flödar genom totalt 2 vattendrag innan det når havet efter 231 kilometer. Avrinningsområdet består mestadels av skog (85 procent). Avrinningsområdet har 0,06 kvadratkilometer vattenytor vilket ger det en sjöprocent på 2,8 procent.